# Frankliniella citripes
Frankliniella citripes är en insektsart som beskrevs av Ian A. Hood 1916. Frankliniella citripes ingår i släktet Frankliniella och familjen smaltripsar. Inga underarter finns listade i Catalogue of Life.